# Коли орел атакує
«Коли орел атакує» — бойовик про визволення із полону впливових політичних діячів, яких викрали на важливій міжнародній конференції.

## Сюжет
Повстанське угрупування перериває міжнародну конференцію. Сенатора та його супутників беруть у полон. Терористи вимагають звільнити своїх бійців в обмін на політиків. Лейтенант Ендрю отримує доручення, не поступившись злочинцям, завдати їм удару та врятувати заручників. Загін Ендрю проникає в тил повстанців і тепер у нього є 48 годин на проведення операції.

## У ролях
| Актор               | Роль            |
| ------------------- | --------------- |
| Крістіан Боевінг    | Ендрю           |
| Стейсі Кіч          | генерал Турмонд |
| Едді Гарсіа         | генерал Еспіно  |
| Монсур дель Розаріо | Ахмед           |
| Рей Малонсо         | Родріго         |
| Патрісія Хав'єр     | Тереза          |
| Нейт Адамс          | Даррен          |

## Створення

### Виробництво
Зйомки фільму проходили на Філіппінах.

### Знімальна група
- Кінорежисер — Сіріо Сантьяго
- Сценаристи — Майкл Кінні, Сіріо Сантьяго
- Кінопродюсери — Сіріо Сантьяго, Роджер Корман
- Композитор — Нононг Буенкаміно
- Кінооператор — Генрі Крам
- Художник-постановник — Джо Марі Авеллана
- Художник по костюмах — Е. Ді Біддлкам[1].

## Сприйняття
Фільм отримав негативні відгуки. На сайті Rotten Tomatoes оцінка стрічки становить 40 % від глядачів із середньою оцінкою 3,2/5 (84 голоси). Фільму зарахований «розсипаний попкорн» від глядачів, Internet Movie Database — 3,7/10 (158 голосів).